# Horst Jäckel

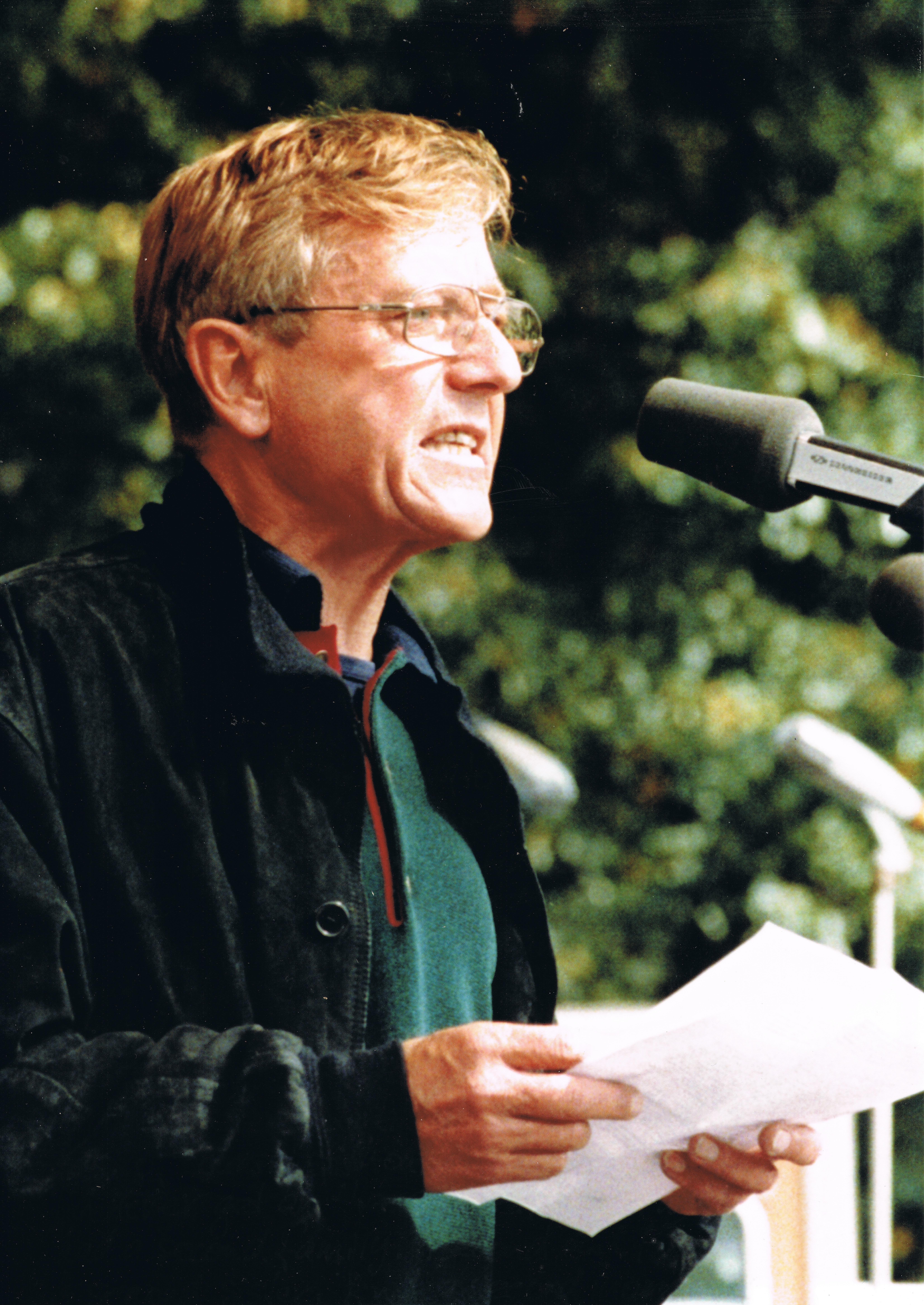
Horst Jäckel bei seiner Rede zum 1. Mai 1993

Horst Paul Jäckel (* 8. November 1933 in Berlin; † 22. Februar 2006 ebenda) war ein deutscher Maler, Betriebsratsmitglied der AEG, stellvertretender Vorsitzender des DGB-Berlin und Elektro-Ingenieur.

## Leben
Horst Jäckel wuchs als Sohn von Johanna und Willi Jäckel im Berliner Stadtteil Tempelhof auf. Sein Vater arbeitete als Schmied. Die Kriegsjahre verbrachte die Familie in einem Haushalt mit zehn Kindern in Güstebiese/Gozdowice. Als der Vater eine Stelle im öffentlichen Dienst als Sportwart des Sportgeländes Maybachufer antrat, zog die Familie in die zur Verfügung gestellte Wohnung ans Kreuzberger Maybachufer.

### Berufliche Laufbahn
Nach der 8. Klasse beendete Jäckel auf Drängen des Vaters seine Schulzeit, um einen Beruf zu erlernen. 1948 begann er beim Kreuzberger Elektriker Hugo Stoß eine dreijährige Lehre zum Elektroinstallateur, um in den Folgejahren in dem Beruf zu arbeiten. Seine Weiterbildung zum Techniker machte er durch ein Abendstudium ab Mitte der Fünfzigerjahre.
Ein an der Berliner Gauß-Schule (heutige Beuth Hochschule) aufgenommenes Ingenieurstudium beendete er 1962. Noch im Jahr des Abschlusses wurde er als Ingenieur für Leistungselektronik in den AEG-Werken in der Weddinger Brunnenstraße eingestellt. Hier machte Jäckel Anfang der Siebziger Jahre Karriere, wurde erst gewerkschaftlicher Vertrauensmann, ab 1972 Betriebsratsmitglied und 1975 in dessen Vorsitz gewählt.
Von Mitte der Achtziger Jahre bis 1996 bekleidete Jäckel das Amt des stellvertretenden Vorsitzenden des DGB-Berlin. Für seinen Einsatz im Bereich Jugend und Bildung wurde ihm 1994 das Bundesverdienstkreuz verliehen.

### Malerei

#### Anfänge, Malkeller „Freitagabend“
Die realistische Malerei war Jäckel zeitlebens elementares Tätigkeitsfeld. Mitte der Fünfziger Jahre begann er, angeregt durch seine Freunde Alfred Schmielewski und Heinz Uli Prawitz, sich mit Kunst und Malerei zu beschäftigen. Als Autodidakt verschaffte er sich eine „solide malerische Ausbildung“. Mit dem 10 Jahre älteren und als Elektromechaniker arbeitenden Prawitz bezog er zunächst ein Atelier in der Lyckallee, bevor sie gemeinsam 1956 im Souterrain des Hinterhauses in der Kreuzberger Fürbringerstr. 20A den Malkeller „Freitagabend“ gründeten. Der Ort wurde zum Treffpunkt für sogenannte „Sonntagsmaler“ oder „Arbeiter-Maler“, die gegen den Trend der Abstrakten im Nachkriegswesten im realistischen Stil gesellschafts- und sozialpolitische Bilder malten. Dass man mehrheitlich in seinem Beruf weiterarbeitete, lässt sich auch programmatisch verstehen. Selbst Teil der Arbeiterschaft zu sein, sollte vor allem für Jäckel als Maler von großer Bedeutung bleiben. Mit Kreuzberg hatte man sich zudem in einen Bezirk gewagt, „(...) der bis dahin von Kultur und Kulturarbeit noch nichts gesehen und gehört hatte“, so Jäckel im Gespräch mit Oskar Wehling.
Das sollte mitnichten so bleiben. Jäckel war mittendrin in der hier Ende der Fünfziger, Anfang der Sechziger Jahre entstandenen einzigartigen Künstlerszene der „Kreuzberger Bohème“. In der „Kleinen Weltlaterne“ hatte er seine erste Ausstellung. Günter Bruno Fuchs und Robert Wolfgang Schnell, die beiden Mitgründer der Galerie „zinke“, wurden Freunde und für sein Schaffen prägende Figuren. Kurt Mühlenhaupt und seinen Bruder Willi kannte er schon aus seiner vorhergehenden Kreuzberger Zeit. Und der Malkeller „Freitagabend“ wurde 1960, vor dem Umzug in die Bergfriedstraße, als Atelier-Galerie neu gegründet. Daneben war der Kontakt und Austausch mit Künstlerinnen und Künstlern der DDR prägend.
Große Aufregung und mediale Aufmerksamkeit bekamen Jäckel und seine Künstlerkollegen, als sie 1960 ihre Arbeiten aus der juryfreien Ausstellung im Kreuzberger Rathaus abzogen, nachdem zuvor das Bild Der Eseltreiber von Friedrich Schröder Sonnenstern aus Gründen der Jugendgefährdung durch den Bildungsstadtrat Urban von der CDU abgehängt und drei weitere Bilder des Künstlers von Bürgermeister Kressmann beanstandet wurden. Sie zogen von der Gneisenaustraße zur Hasenheide und demonstrierten mit ihren Bildern.
Im Januar 1971 wurde Jäckel in den Bundesverband Bildender Künstlerinnen und Künstler (BBK) aufgenommen. Ein Besuch bei Picasso in seinem südfranzösischen Atelier in Vallauris wurde durch einen Unfall, der Horst Jäckel und einen Freund trampend in Südfrankreich ereilte, verhindert.
1970 heiratete Jäckel seine Frau Renate, mit der er im Oktober des Jahres den gemeinsamen Sohn Boris bekam. Die zehn und sechs Jahre älteren Kinder Stefan und Susanne brachte seine Frau mit in die Ehe. Im Jahr der Heirat zog die Familie in den Berliner Stadtteil Zehlendorf.

#### Künstlergruppe „Rote Nelke“
Einen wesentlichen Schritt in seiner Malerkarriere bedeutete für ihn 1968 der Beitritt zur sozialistisch, gesellschaftspolitisch ausgerichteten Künstlergruppe „Rote Nelke“, die im selben Jahr u. a. von Schriftsteller und Filmemacher Harald Dieter Budde und den Malern Carl Timner und Manfred Beelke nach Vorbild der im Nationalsozialismus verbotenen Assoziation revolutionärer bildender Künstler (Asso) gegründet wurde. Die künstlerische Arbeit in der Gruppe wurde für ihn zum entscheidenden Erlebnis: „(D)ie gemeinsame Festlegung der Themen, die Materialsammlung und ihre Aufbereitung und die künstlerische Umsetzung zwingt zu methodischem Vorgehen und fördert das Mißtrauen gegenüber eigenen Ideen.“ Für die erste Freie Berliner Kunstausstellung (FBK) 1971 etwa stellte sich die „Multimediagruppe“ das Hauptthema „Das Gesicht des Kapitalismus bei uns“.
Neben Kunstausstellungen mit derartigem Impetus wurden auch explizite Dokumentationsausstellungen etwa zu „Mietwucher, Wohnungsmangel und Hausbesitzerwillkür“ organisiert und durch Geldsammlung finanzierte soziale Projekte wie der Malwettbewerb für Kinder „Wie sehe ich meine Umwelt?“ im Mai ’71 in Lübars ins Leben gerufen. Diesem gingen Mal- und Zeichenkurse für Kinder einer Obdachlosensiedlung voraus.
Kunst galt ihnen einerseits als Waffe, andererseits wurde ihre erzieherische Rolle betont. Höchste Bedeutung wurde auch den im Rahmen der Ausstellungen stattfindenden Vorträgen und Diskussionen beigemessen. Zentrale Ausstellungs- und Veranstaltungsorte waren dabei die jährlich stattfindenden Freien Berliner Kunstausstellungen in den Messehallen am Funkturm, sowie die zur Gesellschaft für Deutsch-Sowjetische Freundschaft (DSF) gehörende Majakowski-Galerie am Ku’damm 72.

#### Kunstpreis des BBK Karlsruhe
1982 wurde Jäckel, gemeinsam mit Hans Dieter Tylle, mit dem Kunstpreis des BBK Karlsruhe ausgezeichnet. Es kam dabei zum Eklat. Der Mäzen und Stifter des Preises Walter Massmann missbilligte die kritische Auseinandersetzung der eingereichten Arbeiten mit dem Thema Arbeitswelt. Er halbierte den Preisgewinn und reduzierte auch die Kosten der geplanten Katalogpublikation. Bei der Verleihungszeremonie war Jäckel nicht anwesend.

#### „Geronnene Gedanken“
Seine Bilder verstand er als „Geronnene Gedanken“, wie er 2003 eine überblickshafte Einzelausstellung im Berliner Haus am Lützowplatz betitelte. Aus dem Leben gegriffen. Bilder seiner engsten Umgebung. Immer wird dabei der Bezug zum entscheidend prägenden Einfluss der Arbeit und ihrer Bedingungen fokussiert und anschaulich gemacht.
Eine zentrale Aussage sollte vom Individuellen abgeleitet, nicht im plakativen Rahmen präsentiert werden. „Die Zielsetzung für Kunst sollte aber auf breiter Ebene das Leben, die Sorgen, die Erwartungen und Wünsche der arbeitenden Menschen sein“.
In einem kurzen autobiografischen Abriss vom 1. August 1983 notierte Jäckel, „(f)ür mich ist das Malen unentbehrlich, weil es mir die Möglichkeit gibt, aufwühlende Eindrücke sozialer Ungerechtigkeit im Alltag zu verdichten und auf die Ursachen zurückzuführen.“

## Ausstellungen (Auswahl)

### Einzelausstellungen
- 1960/1961: Ausstellungen in der Galerie am Freitagabend, Kreuzberg und der Kleinen Weltlaterne, Kreuzberg
- 1978: Heimvolkshochschule Springe/Deister
- 1979: Der vermessene Mensch, IG-Metall Bildungszentrum Spröckhövel
- 1982: Bilder zwischen Wohnung und Arbeitsplatz, Galerie Buschgraben, Berlin
- 1983: Bilder zwischen Wohnung und Arbeitsplatz, IG Metall Bildungsstätten in Lohr und Bad Orb
- 1983: Stadtbilder, Galerie Artificium
- 1986: Stadtbilder von Horst Jäckel, Café Fabrik Osloer Straße, Berlin
- 1990: Poelchau-Haus, Berlin
- 1997: Ausstellung anlässlich 100 Jahre IGM-Berlin
- 2003: Horst Jäckel – Geronnene Gedanken, Haus am Lützowplatz (Studio Galerie), Berlin

### Ausstellungsbeteiligungen
- 1960: Juryfreie Ausstellung, Rathaus Kreuzberg
- 1961: Ausstellung 61, Rathaus Kreuzberg
- 1962–1970: Juryfreie Kunstausstellung (sichere Beteiligung 1962, 1963, 1970), Ausstellungshallen am Funkturm, Berlin
- 1969: Politische Kunst, Rote Nelke (R.N.), „Drehscheibe“, Berlin
- 1969: Mütter in Aufruhr / Frauen, Mütter und Kinder, R.N., „Neuen Welt“, Berlin
- 1969: III. Protestausstellung Vietnam – Westberliner Künstler nehmen Stellung zum Krieg in Vietnam, R.N., Ausstellungshallen am Boulevard Ruski, Sofia
- 1970: Zeitgenossen, R.N., SDAJ-Zentrum, Wanne-Eickel
- 1970: Was tun? – West-Berliner Künstler zum Lenin-Jahr, R.N., Majakowski-Galerie, Berlin
- 1970: Ein neuer Anfang – Der 8. Mai 1945 – 25 Jahre danach., R.N., Majakowski-Galerie, Berlin
- 1970: Die Welt verändern – II. Veranstaltung der „Roten Nelke – West-Berlin“ zum Lenin-Jahr, Majakowski-Galerie, Berlin
- 1971–1994: Freie Berliner Kunstausstellung (sichere Beteiligung an 1., 2., 4.–12., 14.–24. FBK), Ausstellungshallen am Funkturm, Berlin
- 1971: Kunstbasar 99, Berlin
- 1972: Brecht die Macht der Monopole, Künstlervereinigung Rote Nelke – Westberlin im Waldheim Stillenbuck, R.N., Clara-Zetkin-Haus, Stuttgart
- 1977: 1. Bundesausstellung BBK – Künstler und Umwelt, Künstler in der Öffentlichkeit, Künstler in ihrem Umfeld, Kunstgebäude am Schloßplatz, Stuttgart
- 1977: Künstler und Gesellschaft, Rathaus Kreuzberg
- 1978: 1. Mai-Salon 1978, Arbeitswelt, Haus am Lützowplatz, Berlin
- 1978: 1. Mai-Salon 78, Wolgograd
- 1978: 4. Bergkamener Bilderbasar, Land-schaft, Schaufensterausstellung in der Änderungsschneiderei, Präsidentenstr. 28, Bergkamen
- 1979: 1. Mai-Salon ’79, Haus am Lützowplatz, Berlin
- 1979: Der vermessene Mensch, Vierte Herbstausstellung, Majakowski-Galerie, Berlin
- 1979: Ausstellung zum AWO-Kongreß, Berliner Kongreßhalle
- 1979: Kinder heute, NGBK, Berlin
- 1980: 1. Mai-Salon 1980 – Sucht und Drogen, Haus am Lützowplatz, Berlin
- 1981: 1. Mai-Salon 1981 – Für Frieden und Abrüstung, Haus am Lützowplatz, Berlin
- 1982: Alle unsere Tiere – 7. Herbstausstellung der Majakowski Galerie, Berlin
- 1983: Der Mond hat Durst – 8. Herbstausstellung der Majakowski-Galerie, Berlin
- 1984: Rationalisierung 1984, Staatliche Kunsthalle Berlin und Städtische Galerie Schloß Oberhausen
- 1984: Arbeitswelt – Westberliner Künstler im DGB-Haus, Berlin
- 1985: Russischgrün – 9. Herbstausstellung der Majakowski-Galerie, Berlin
- 1985: Frühstücksbilder, Galerie Vernis mou, Berlin
- 1986: Rationalisierung, VHS Bremerhaven, Columbus-Center
- 1990: Bilder der Arbeit, Deutsche Arbeitsschutzausstellung, Tuchfabrik Trier, Weberbach und ehem. Zeche Germania Dortmund-Marten
- 1996–2001: Querschnitt (sichere Beteiligung an Querschnitt 9, 10, 14), Juryfreie Kunst- und Verkaufsausstellung Kreuzberg, Statthaus Böcklerpark, Berlin

## Auszeichnungen
- 1982: Kunstpreis des BBK Karlsruhe (gemeinsam mit Hans Dieter Tylle)
- 1994: Verdienstorden der Bundesrepublik Deutschland (Bundesverdienstkreuz)